# Licteria alticola
Licteria alticola är en stekelart som beskrevs av Jean Risbec 1955. Licteria alticola ingår i släktet Licteria och familjen puppglanssteklar.
Artens utbredningsområde är Kamerun. Inga underarter finns listade i Catalogue of Life.